# Крояч
Крояч е село в Североизточна България. То се намира в община Лозница, област Разград.

## История
Няма паметници, които да датират създаването на селището. Според местни предания, първият заселник е занаятчия – шивач, който се е казвал Хасан /Асан/, мюсюлманин по вероизповедание. Впоследствие са се заселили в тази местност и други хора. Така се е образувало селището.
Старото име на селището е Асантерзи, което е означавало Асан Шивача. Произхода на това наименование идва от името и професията на неговия основател. Впоследствие е преименувано в Крояч като по всяка вероятност се е търсила връзка със старото наименование /шивач – крояч/.
През 1926 г. се заселва в селото, заедно със семейството си, първият българин, който се е казвал Анастас Цветков. Преселили са се от днешното село Добротица, общ. Антоново, обл. Търговище. Синовете, внуците и правнуците на Анастас Цветков са изиграли важна и съдбовна роля в развитието не само на селото, но и на цялата Разградска област и от части на Шуменска област. Синовете Александър и Стоян Анастасови Цветкови са инициатори и създатели на първото Трудово кооперативно земеделско стопанство /ТКЗС/ в България през 1946 г. Единият от синовете – Александър Анастасов, е дълги години кмет на селото, а другият – Стоян Анастасов, е председател на Окръжния кооперативен съюз – Разград. Синът на Стоян Анастасов – Борис Анастасов, в продължение на много години е виден политически и икономически ръководител на Разградска област, а по-късно за кратко и на Русенска и Търговищка област. Единият от правнуците – Наско Анастасов, е една от водещите личности в политическия и икономически живот на Разградска област, а от 2005 г. е Областен управител на Разград. Друг от правнуците – Иван Петков, активно участва в икономическия и политическия живот на Шуменска област, като във времето заема различни ръководни длъжности.
По-късно в селото се заселват и много други българи основно от днешна Кюстендилска и Благоевградска област.
В селото през времето е разкрито четирикласно училище и детска градина, които поради демографския срив към настоящия момент са закрити.
В селото има читалище, в което са работили много самодейни театрални и танцови състави.
Вероизповеданието на местните жители е християнско и мюсюлманско. В селото има християнска православна църква и мюсюлманска мохамеданска джамия. Хората, изповядващи двете вероизповедания, във времето са живели винаги в сговор и разбирателство.
Основният поминък е и е бил земеделие и животновъдство. Това се дължи на изключително плодородната почва в района.

## Население
Численост на населението според преброяванията през годините:
| \| Година на преброяване \| Численост \| \| --------------------- \| --------- \| \| 1934 \| 815 \| \| 1946 \| 911 \| \| 1956 \| 736 \| \| 1965 \| 617 \| \| 1975 \| 584 \| \| 1985 \| 388 \| \| 1992 \| 199 \| \| 2001 \| 186 \| \| 2011 \| 143 \| \| 2021 \| 125 \| |           |
| Година на преброяване | Численост |
| 1934 | 815       |
| 1946 | 911       |
| 1956 | 736       |
| 1965 | 617       |
| 1975 | 584       |
| 1985 | 388       |
| 1992 | 199       |
| 2001 | 186       |
| 2011 | 143       |
| 2021 | 125       |

### Етнически състав
Преброяване на населението през 2011 г.
Численост и дял на етническите групи според преброяването на населението през 2011 г.:
|                     | Численост | Дял (в %) |
| Общо                | 143       | 100       |
| Българи             | 52        | 36,36     |
| Турци               | 84        | 58,74     |
| Цигани              |           |           |
| Други               |           |           |
| Не се самоопределят | 0         | 0         |
| Неотговорили        | 6         | 4,19      |

## Религии
Вероизповеданието на местните жители е християнско и мюсюлманско. В селото има християнска православна църква и мюсюлманска мохамеданска джамия. Хората, изповядващи двете вероизповедания, във времето са живели винаги в сговор и разбирателство.

## Културни и природни забележителности
24 май е ежегоден празник на селото.
На този ден се организират спортни състезания и атрактивни игри.
На този ден във всеки дом /разбира се чиито семейства имат възможност/, независимо от вероизповеданието, се коли агне за здраве и благоденствие. Най-вероятно този обичай е останал от стари езически времена, когато местното население не е имало различно вероизповедание. Това, разбира се, е тема, която би следвало историците да я разглеждат и доказват.
В близост до селото се намира един голям и няколко малки водоема, в които за щастие на риболовците се развъжда много и различна по вид риба. Но не трябва да забравяме, че богатият улов е за майсторите риболовци, а не за аматьорите. Вие от кои сте? Заповядайте и ще установите!

## Личности
- Борис Анастасов (р. 1938), български политик, кандидат-член на ЦК на БКП.

## Редовни събития
24 май е ежегоден празник на селото.